# Chindongo
Chindongo ist eine afrikanische Buntbarschgattung aus der Gruppe der Mbuna, die endemisch an Felsküsten im ostafrikanischen Malawisee vorkommt. Die Gattung wurde erst im September 2016 eingeführt und vereinigt die Arten der ehemaligen Pseudotropheus elongatus-Artengruppe. Chindongo bellicosus, die Typusart wurde zusammen mit der Gattung beschrieben. Sie war Liebhabern von Malawiseebuntbarschen vorher unter der Bezeichnung Pseudotropheus sp. “elongatus Aggressive” bekannt. Mit Chindongo werden in Malawi allgemein kleine an Felsküsten vorkommende Fische bezeichnet.

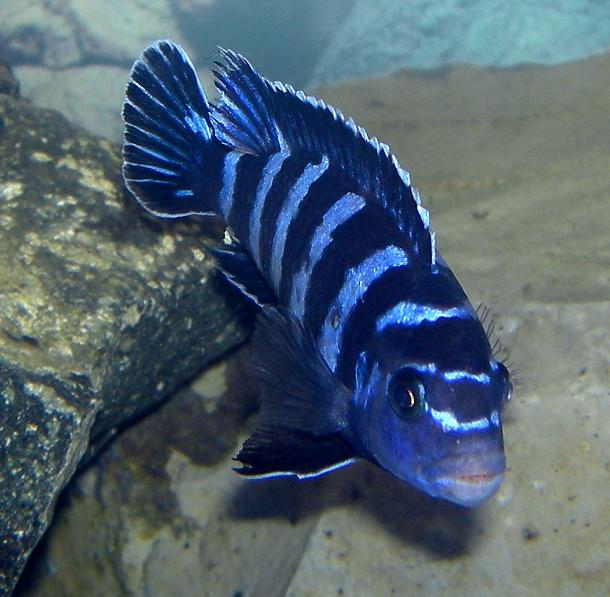
Chindongo demasoni

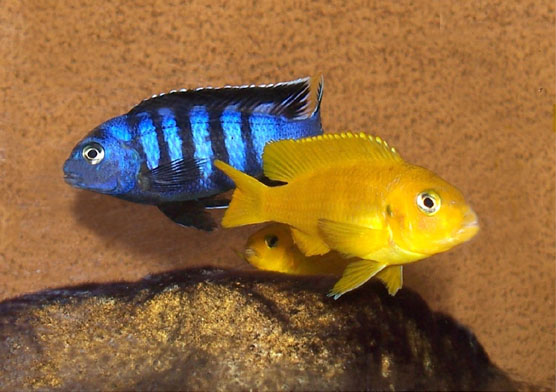
Chindongo saulosi
blau Männchen, gelb Weibchen

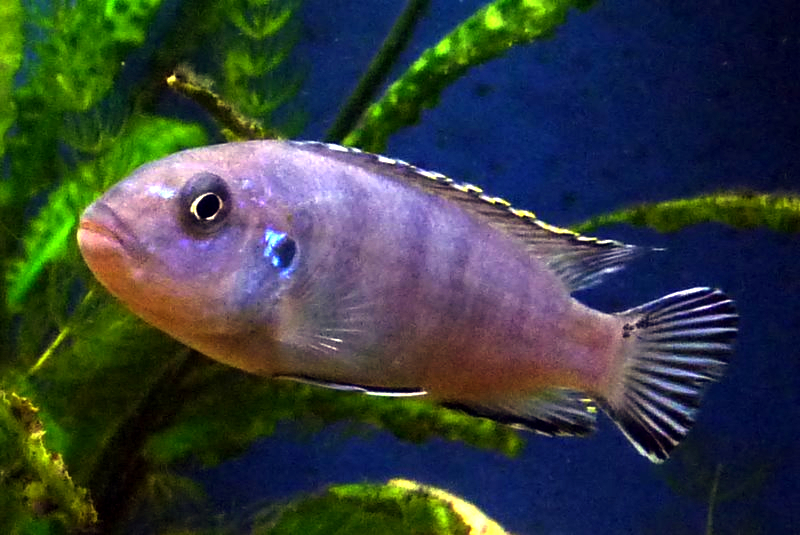
Chindongo socolofi

## Merkmale
Die Chindongo-Arten haben eine typische Mbunagestalt, unterscheiden sich von Pseudotropheus und anderen Gattungen unter anderem durch ihren schlankeren Körper und ihr stark ausgeprägtes aggressives Verhalten. Das Melaninmuster auf der Körperseiten umfasst in allen Altersstufen ausschließlich senkrechte Bänder und niemals waagerechte Elemente. Das Maul ist klein, der Unterkiefer ist etwas kürzer als der Oberkiefer. Sowohl die Prämaxillare als auch der Unterkiefer besitzen vorne eine breite bezahnte Zone mit mindestens drei, in den meisten Fällen aber fünf bis sechs Zahnreihen. Die Zähne im vorderen Abschnitt der äußeren Zahnreihe von Ober- und Unterkiefer sind zweispitzig.
Von anderen Mbuna können die Chindongo-Arten sicher durch ihre zweispitzigen Zähne unterschieden werden, Abactochromis, Cynotilapia, Gephyrochromis und einige Labidochromis-Arten haben vorne nur einspitzige Zähne, bei Labeotropheus und Petrotilapia besitzen diese Zähne drei Spitzen. Von Labidochromis unterscheidet sich Chindongo außerdem durch den U-förmigen Unterkiefer (V-förmig bei Labidochromis). Iodotropheus hat ebenfalls einen U-förmigen Unterkiefer, dessen Breite beträgt aber nur 3/4 von dessen Länge, während bei Chindongo der Unterkiefer genau so breit wie lang ist. Im Unterschied zu Melanochromis haben Chindongo-Arten keine Längsstreifen. Verglichen mit Pseudotropheus haben Chindongo-Arten ein kleineres Maul mit größeren äußeren Zähnen, außerdem fehlen ihnen die zwei waagereichten Melaninbänder auf den Körperseiten der Pseudotropheus-Arten.

## Lebensweise
Chindongo-Arten ernähren sich vor allem von mikroskopisch kleinen Organismen (z. B. Diatomeen und Cyanobakterien), die sie in einem Winkel von 30 bis 60° zum Substrat schwimmend aus dem Algenbewuchs der Felsen kämmen. Dabei bevorzugen sie dicht bewachsene Flächen, so dass sie mit einem Biss ausreichend Nahrung aufnehmen können. Ihre Algengärten verteidigen sie aggressiv gegenüber Nahrungskonkurrenten (z. B. Metriaclima-Arten) und anderen Mbuna, die die Fadenalgen direkt fressen (Tropheops-Arten). Wie fast alle Buntbarsche des Malawisees sind die Chindongo-Arten Maulbrüter.

## Arten
- Chindongo ater (Stauffer, 1988)
- Chindongo bellicosus Li, Konings & Stauffer, 2016
- Chindongo cyaneus (Stauffer, 1988)
- Chindongo demasoni (Konings, 1994)
- Schmalbarsch (Chindongo elongatus Fryer, 1956)
- Chindongo flavus (Stauffer, 1988)
- Chindongo heteropictus (Staeck, 1980)
- Chindongo longior (Seegers, 1996)
- Chindongo minutus (Fryer, 1956)
- Chindongo saulosi (Konings, 1990)
- Eisblauer Maulbrüter (Chindongo socolofi Johnson, 1974)